# ロレンゾ・エベシリオ
ロレンゾ・レロイ・エベシリオ（Lorenzo Leroy Ebecilio, 1991年9月24日 - ）は、オランダ・ホールン出身のサッカー選手。ポジションはMF。

## 来歴
2010年からオランダのアヤックス・アムステルダムに所属し、同年12月12日に行われたフィテッセ戦でリーグデビューを飾った。2013年1月、出場機会を求めてウクライナのFCメタルルフ・ドネツィクに移籍、同クラブと3年契約を結ぶ。2013年6月5日、アゼルバイジャンのガバラFKに1年契約で移籍した。
2015年7月7日、FCアンジ・マハチカラと3年契約を結んだことが発表された。
2017年1月にアンジとの契約を解除。同月26日にキプロス・ファーストディビジョンのAPOELニコシアに2年半の契約で加入した。
2018年6月29日、セルビアのレッドスター・ベオグラードに移籍し、1年半の延長オプション付きの2年契約を結んだ。
2019年7月27日、ジュビロ磐田へ完全移籍することが発表された。
2020年3月3日、日本サッカー協会選手契約書の第9条①-(5)クラブの秩序風紀を著しく乱す行為、並びに第2条 履行義務の度重なる違反があったとして、2020年2月29日付でジュビロ磐田が契約解除したことを発表した。
その後、2年近く無所属だったエベシリオは、2022年7月にキプロス2部リーグのアキロナス・リオペトリウと契約した。
2022年10月、ギリシャ2部リーグの、マケドニコス・ネアポリスFCと契約した。
2023年1月、オランダ4部リーグのDHSCと契約した。

## 代表歴
オランダ代表としてUEFA U-17欧州選手権2008、2010年にはUEFA U-19欧州選手権に出場した。

## 個人成績
| 国内大会個人成績 | 国内大会個人成績 | 国内大会個人成績 | 国内大会個人成績 | 国内大会個人成績 | 国内大会個人成績 | 国内大会個人成績 | 国内大会個人成績 | 国内大会個人成績 | 国内大会個人成績 | 国内大会個人成績 | 国内大会個人成績 |
| 年度             | クラブ           | 背番号           | リーグ           | リーグ戦         | リーグ戦         | リーグ杯         | リーグ杯         | オープン杯       | オープン杯       | 期間通算         | 期間通算         |
| 年度             | クラブ           | 背番号           | リーグ           | 出場             | 得点             | 出場             | 得点             | 出場             | 得点             | 出場             | 得点             |
| 日本             | 日本             | 日本             | 日本             | リーグ戦         | リーグ戦         | リーグ杯         | リーグ杯         | 天皇杯           | 天皇杯           | 期間通算         | 期間通算         |
| ---------------- | ---------------- | ---------------- | ---------------- | ---------------- | ---------------- | ---------------- | ---------------- | ---------------- | ---------------- | ---------------- | ---------------- |
| 2019             | 磐田             | 40               | J1               | 3                | 0                | 0                | 0                |                  |                  |                  |                  |
| 2020             | 磐田             | 40               | J2               | 0                | 0                | -                | -                | -                | -                | 0                | 0                |
| 通算             | 日本             | 日本             | J1               | 3                | 0                | 0                | 0                |                  |                  |                  |                  |
| 通算             | 日本             | 日本             | J2               | 0                | 0                | -                | -                | -                | -                | 0                | 0                |
| 総通算           | 総通算           | 総通算           | 総通算           | 3                | 0                | 0                | 0                |                  |                  |                  |                  |

## タイトル
アヤックス
- エールディヴィジ : 2010-11, 2011-12